# 糸瀬茂
糸瀬 茂（いとせ しげる、1953年 - 2001年6月30日）は、福岡県出身のエコノミスト。専門は金融論。

## 略歴
福岡市生まれ。福岡県立修猷館高等学校、上智大学外国語学部英語学科卒業。
1977年第一勧業銀行に入行。第一勧銀在職中に社費でスタンフォード大学へ留学しMBA取得。その後、転職活動をするも邦銀に職が得られず、外資系投資銀行へ活動の場を移し、ソロモン・ブラザース・アジア証券ディレクター、DBモルガン・グレンフェル証券（東京支店副支店長）などを転々とする。長銀総合研究所客員研究員を経て、1997年に宮城大学事業構想学部助教授に就任。1999年に同教授に昇格。公共事業における無駄を指摘し、不良債権問題の先送りに警鐘を鳴らすなど、メディアにも積極的に登場した。経済審議会グローバリゼーション部会特別委員を歴任。
2001年6月30日、食道癌のため死去。生前から病状を公表し、同年4月に誕生した小泉政権や竹中平蔵の入閣についてコメントするなど死の直前まで活発な活動を続けた。

## 著書

### 単著
- 銀行のディスクロージャー（東洋経済新報社, 1996年, ISBN 449265190X）
- ビッグバンを超える『スーパー金融マンの条件』 -- 会社が変わらなければ自分が変わる --（経済法令研究会, 1997年, ISBN 4766840259）
- なぜ銀行を救うのですか -- ポストビッグバンの金融ビジネス --（東洋経済新報社, 1998年, ISBN 4492652175）
- アングロサクソンになれる人が成功する -- なぜ、彼らのビジネス・スタイルが最強なのか --（PHPソフトウェアグループ, 1998年, ISBN 4569603025）
- スーパー図解 パッと頭に入るIT革命（実業之日本社, 2000年, ISBN 4408103977）
- 「デパートを税金で救う国」の行く末 -- 総括256ページ --（小学館, 2000年, ISBN 4094046518）
- 日本経済に起きている本当のこと（日本経済新聞社, 2000年, ISBN 978-4532163679）
- 図解 金融のしくみ -- たった40項目で金融の基本がすっきりわかる --（東洋経済新報社, 2001年, ISBN 4492091351）

### 共著
- しのびよる平成金融恐慌（藤原洋二（著）, 東洋経済新報社, 1995年, ISBN 4492392092）
- 「日本」が破綻するとき -- 先送り国家の行く末を問う --（木村剛（著）, 実業之日本社, 2000年, ISBN 4408104191）
- 金融ビッグバン・IT革命と郵貯・簡保（藤野次雄（著）, 田尻嗣夫（著）, 保坂尚郎（著）, 日本評論社, 2000年, ISBN 4535552452）

### 翻訳
- ヒトラーを支えた銀行家（ジョン・ワイツ（著）, 青山出版社, 1997年, ISBN 4900845531）